# 15 Жаш
15 Жаш (кирг. 15 Жаш) — село в Узгенском районе Ошской области Кыргызстана. Входит в состав Саламаликского айылного аймака.

## География
Село расположено в северной части области, на левом берегу реки Яссы, на расстоянии приблизительно 42 километров (по прямой) к северо-востоку от города Узгена, административного центра района. Абсолютная высота — 1496 метров над уровнем моря.

## Население
Согласно оценочным данным Национального статистического комитета Кыргызской Республики, численность населения села на начало 2023 года составляла 709 человек.
| год     | 2009 | 2014 | 2015 | 2020 | 2021 | 2023 |
| ------- | ---- | ---- | ---- | ---- | ---- | ---- |
| человек | 687  | 632  | 658  | 703  | 685  | 709  |